# Egbert van Rathmelsigi
(Sint-)Egbertus, ook wel Egbert van Rathmelsigi of Egbert van Northumbria (639-729) was een Angelsaks en abt van het klooster Rathmelsigi in Ierland, die een vergeefse poging deed de Friezen te bekeren. Als leraar van vele missionarissen die naar de Lage Landen trokken, geniet hij ook in de Nederlanden verering. Hij wist Wigbert, Adelbertus en Willibrord er toe te bewegen ook een poging te wagen. Willibrord zou 'Aartsbisschop der Friezen' worden.

## Levensloop
Van Angelsaksische afkomst, zette hij op een pelgrimstocht voet in Ierland. Toen ziekte hem overviel, deed hij de gelofte nooit naar zijn geboortegrond terug te keren en dagelijks het psalter te bidden en veel te vasten, indien hij zou genezen. Hij genas en hield zich tot zijn overlijden op hoge leeftijd aan zijn belofte.
Hij werd abt van het klooster van Rathmelsigi, dat onder zijn leiding tot kweekschool werd van talloze missionarissen, onder wie Wigbert, Willibrord en Adelbertus. 
Egbert wordt genoemd door Beda in zijn Kerkgeschiedenis van Engeland en in de Batavia Sacra. Beda vertelt dat Egbert na een zonsverduistering en pestepidemie zijn vaderland Brittannië verliet om naar het klooster Rathmelsigi in Zuidoost-Ierland (townland van Clonmelsh, County Carlow) te gaan. Daar kreeg hij het idee de Friezen, als eerste onder de Germaanse volkeren, het evangelie te brengen. 
De Germanen waren immers de broedervolken waar de Angelsaksen in Engeland van afstamden. Er waren in Beda's tijd veel contacten met Friezen. Die hadden handelsposten aan de zuid- en oostkust van Engeland en in York bevond in de 8e eeuw een Friese kolonie. Mogelijk ging de Fries Ludger er daarom een halve eeuw later naar de kathedraalschool van Alcuïnus.
Het was Egberts plan de Germanen 'uit de klauwen van de satan te redden' en naar Rome door te reizen om er de graven van de heilige apostelen te vereren. Er waren volgens Beda echter vele tekenen om Egbert op andere gedachten te brengen. Een zware storm volgde op verschillende visioenen. In de storm verliest het schip, dat was voorbereid voor de expeditie, in de branding een deel van de kostbare lading en de reis wordt afgeblazen. Toch blijft Egbert van mening dat de Friezen bevrijd moeten worden van hun heidense gebruiken en zet broeder Wigbert, die Egbert had uitgekozen om hem in Frisia te vergezellen,  aan om een oversteek te wagen. Wigbert predikt er twee jaar tevergeefs. 
Egbert begrijpt dat hij te vroeg met missionering was begonnen en dat er pas kans van slagen zou zijn als de Friezen militair waren onderworpen. De Franken wilden het welvarende Frisia graag inlijven met zijn veeteelt, nijverheid, handel en belangrijke handelswegen en havens. Dat zou weldra blijken uit Willibrords missie. Willibrord was ook een kloosterling van Rathmelsigi die door Egbert werd geïnspireerd voor een 'heilige oorlog'.
Later trok hij naar het eiland Iona, waar hij de Keltische monniken ertoe bracht zich aan te sluiten bij het Romeinse kerkgebruik en afstand te doen van hun afwijkende berekening van het Paasfeest. Op het eerste Paasfeest dat volgens de Romeinse kalender gevierd werd, in het jaar 729, is hij gestorven.
De Batavia Sacra wijst er op, dat het vooral de Angelsaks Egbert was, en niet de pausen of andere kerkleiders, die de evangelieverkondiging in Frisia op gang bracht.

## Verering
Egbert wordt als belijder vereerd in de Rooms-katholieke Kerk, de Oudkatholieke Kerk en de Oosters-orthodoxe Kerk. Zijn gedenkdag is op 24 april. 
Zijn cultus werd ook in de Lage Landen door zijn leerlingen verspreid.